# Коробка Федір Михайлович
Фе́дір Миха́йлович Коро́бка (*1789—†1867) — український золотар. Цехмейстер київських ювелірів.

## З життєпису
На замовлення Києво-Печерської Лаври у 1816—1823 рр. виконав мідні позолочені іконостаси для церков Введення Богородиці до храму та Варлаамівської у Ближніх печерах, срібні шати на ікону «Преподобний Антоній» (1818—1819), «Собор преподобних отців» (1820) та «Св. Варвара» (1822), 5 срібних лампад, царські врата до іконостаса Варлаамівської церкви (1819). У Аннозачатіївській церкві виконав бронзові посріблені шати для престолу та жертовника (XIX ст.).

У 1830 році збудував у Києві дім. Адреса Сагайдачного Петра, 20/2. Дім займає Подільський військовий комісаріат.
| українська персоналія | Це незавершена стаття про особу, що має стосунок до України. Ви можете допомогти проєкту, виправивши або дописавши її. |